# David Lazari
David Rafael Lazari (Novo Horizonte, 30 aprile 1989) è un calciatore brasiliano, centrocampista del Rio Branco-SP.

## Carriera
Ha giocato nella massima serie dei campionati bulgaro, bielorusso, nicaraguense ed hongkonghese.